# Equipo de Fed Cup de Eslovaquia
El Equipo de Copa Billie Jean King de Eslovaquia es el equipo representativo de Eslovaquia en la máxima competición internacional a nivel de naciones del tenis femenino. Su organización está a cargo de la Slovak Tennis Association.

## Historia
Eslovaquia compitió en su primera Copa Federación en 1994. Ganaron la Copa en 2002, siendo guiados por el entonces top ten jugador Daniela Hantuchova.
Antes de 1992, las jugadoras eslovacas representaban Checoslovaquia.